# Chorebus lanzarotensis
Chorebus lanzarotensis är en stekelart som beskrevs av Fischer, Tormos, Pardo och Jimenez 2004. Chorebus lanzarotensis ingår i släktet Chorebus och familjen bracksteklar. Inga underarter finns listade i Catalogue of Life.